# Кам'янсько-Бузька ратуша
Ка́м'янка-Бу́зька ра́туша — адміністративний будинок, приміщення магістрату міста Кам'янка-Бузька, що у Львівській області. 

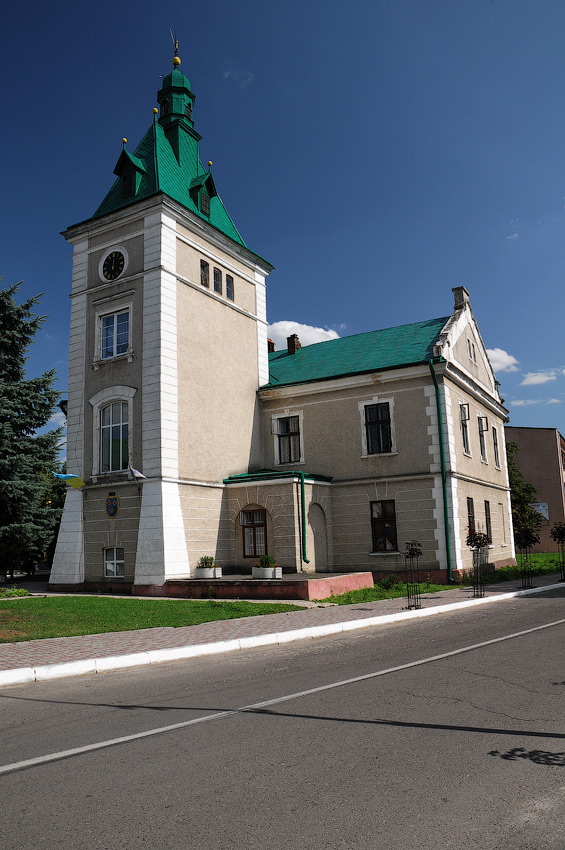

Розташована в центрі м. Кам'янка-Бузька, на вулиці Незалежності. Ратуша двоповерхова, прямокутна у плані. До ратуші прибудована масивна ратушна вежа, яка має три поверхи. На вежі на рівні четвертого поверху встановлено годинник з циферблатом, діаметр якого понад 1 м. Донедавна годинник не працював, але стараннями спонсорів був відновлений і 15 лютого 2012 року відновив свою роботу. На вежі (на рівні першого поверху) поміщено герб міста Кам'янка-Бузька.
Ратуша і вежа не відзначаються багатством елементів декору, тому вся будівля виглядає дещо масивною і навіть строгою. Але це враження згладжує оригінальний дах ратушної вежі. Він гостроверхий, чотирискатний (вальмовий) з чотирма слуховими вікнами. Завершує дах оригінальна сиґнатурка зі шпилем-флюгером.
Ратуша побудована до Першої світової війни. Свого часу в ній діяли: українська школа, театральний гурток, хор, товариство «Українська Бесіда».
Нині ратуша використовується за своїм призначенням — у ній міститься міська рада Кам'янка-Бузької.